# Гамильтон, Ричард, 4-й виконт Бойн
Ричард Гамильтон, 4-й виконт Бойн (англ. Richard Hamilton, 4th Viscount Boyne; 24 марта 1724 — 30 июля 1789) — ирландский пэр и политик.

## Ранний период жизни
Родился 24 марта 1724 года. Младший сын Достопочтенного Густава Гамильтона (ок. 1685—1735), второго сына Густава Гамильтона, 1-го виконта Бойна (1642—1723) и его жены Доротеи Беллью (дочери Ричарда Беллью, 3-го барона Беллью из Дулика).

## Карьера
Ричард Гамильтон поступил на службу в Королевский флот и был произведен в лейтенанты в июне 1748 года . Через два дня после этого он был назначен на 80-пушечный линейный корабль HMS Russell в качестве третьего лейтенанта в Средиземном море.
Ричард Гамильтон заседал в Ирландской палате общин от Навана в 1755—1761 годах. Он также был главным шерифом Мита в 1766 году. 8 июня 1757 года он поступил на 74-пушечный линейный корабль HMS Magnanime в качестве её третьего лейтенанта. Он служил на нём до июля и не получал никаких назначений на флоте .
2 января 1772 года после смерти своего старшего брата, Фредерика Гамильтона, 3-го виконта Бойна (1718—1772), Ричард Гамильтон унаследовал титулы 4-го виконта Бойна в провинции Ленстер (Пэрство Ирландии) и 4-го барона Гамильтона из Стакаллана (Пэрство Ирландии), став членом Ирландской палаты лордов.

## Личная жизнь
Ричард Гамильтон женился на Джорджиане Бери, второй дочери Уильяма Бери и Джейн Мур. Её дедом по материнской линии был Джон Мур, 1-й барон Мур, а её мать была сестрой Чарльза Мура, 1-го графа Шарлевиля. У супругов было семнадцать детей, семи сыновей и десяти дочерей, в том числе:
- Густав Гамильтон, 5-й виконт Бойн (1749—1816), старший сын и преемник отца. С 1773 года он был женат на Марте Сомервилл, единственной дочери сэра Куэйла Сомервилла, 2-го баронета[8]
- Чарльз Гамильтон (1750—1794), в 1785 году он женился на мисс Листер, дочери Кристофера Кирвана Листера[8]
- Кэтрин Гамильтон (1754—1795), в 1773 году она вышла замуж за Хью Монтгомери Лайонса из Белхавала[8]
- София Гамильтон (род. 1769), она вышла замуж за Уильяма Джона Лоу и, во второй раз, за преподобного Бигоу Хензелла, ректора Килвахона[8].
- Энн Гамильтон (1771—1828), вышедшая замуж за Томаса Крейвена[8].

Лорд Бойн скончался 30 июля 1789 года в возрасте 65 лет в Ирландии. Ему наследовал его старший сын Густав Гамильтон, 5-й виконт Бойн.